# Alpine Skiweltmeisterschaften 1966
Die 19. Alpinen Skiweltmeisterschaften fanden vom 5. bis 14. August 1966 in Portillo in Chile statt. Sie waren die bisher einzigen Weltmeisterschaften auf der Südhalbkugel. Die Eröffnung erfolge am 4. August 1966 durch Staatspräsident Eduardo Frei Montalva (er war mit dem Hubschrauber gekommen), FIS-Präsident Marc Hodler und den Präsidenten des Chilenischen Skiverbandes, Rainaldo Solari. Statt der beiden deutschen Flaggen wehten an deren Stelle zwei von Chile – und die Jury hatte angeordnet, bei den Siegerehrungen keine Nationalhymnen zu spielen. Es gab 160 Teilnehmern aus 22 Nationen.

## Wahl des Austragungsortes
Die Vergabe erfolgte im Mai 1963 beim FIS-Kongress in Athen gegen die Stimmen von Deutschland, Österreich und der Schweiz. Der Ort in den südamerikanischen Kordilleren bekam ein überraschend deutliches Votum von 43 Stimmen, das japanische Naeba erhielt 20 und Davos 13 Stimmen. Es wurde der Trend sichtbar, dass es den Delegierten darum ging, neue Orte und Länder zuzulassen, wohl in der Absicht, den Skisport auch in anderen Regionen und Erdteilen zu propagieren. Kurios war, dass die FIS diesen neuen Austragungsort noch nicht einmal inspiziert hatte.

Hinsichtlich des Umstandes, dass bis Ende 1964 vom designierten Veranstalter keine bewegenden Maßnahmen gesetzt worden waren, gab es Fraglichkeiten. In einem Interview mit FIS-Präsident Marc Hodler, das der Sportchef des »Linzer Volksblattes« geführt hatte, erklärte dieser, dass „Chile gar nicht als Austragungsort sicher sei, als Ersatz kämen Innsbruck, Cortina, Gastein oder Chamonix (also Städte, wo bereits alle Voraussetzungen gegeben sind), aber auch ein japanischer Veranstalter in Frage. Bislang sei deshalb in Portillo noch nichts geschehen, weil dort erst die Präsidentenwahlen abgewartet worden seien – dort habe man wissen müssen, mit welcher Regierung wegen der finanziellen Unterstützung gesprochen werden müsse. Die FIS werde im Februar und März 1965 Portillo noch einmal inspizieren“.

## Weltmeisterschafts-Proberennen 1965
Die für die dritte Augustwoche 1965 vorgesehenen WM-Proberennen (der Herren) mussten abgesagt werden; eine schwere Lawinenkatastrophe vom 11. August führte zur Unterbrechung von Verkehrsverbindungen. Die sich bereits in Portillo befindlichen Teams der USA und von Österreich (mit Trainer Josef Stiegler) saßen fest, kamen erst nach Tagen zu Fuß, auf Skiern auf Schlitten, mit Bahn, Autobus und Taxi nach Santiago. Die Diskussionen, ob Portillo überhaupt Austragungsort bleiben könne, wurden am 25. September 1965 beendet, als die FIS in Zürich diesen mit einer Mitteilung, „die Entscheidung zugunsten Portillos fiel nahezu einstimmig“, bestätigte.

### Vorbereitungen
- Zu Gerüchten in einer in Wien erscheinenden Zeitung, dass das österreichische Team wegen Geldmangels bei den Weltmeisterschaften fehlen würde, erklärte ÖSV-Präsident Andreas Steiner, dass „darüber in ÖSV-Kreisen nie gesprochen worden sei. Ein Teilnehmer werde zwar 32.000 Schilling (umgerechnet bei 4.500 DM), damit die gesamte Mannschaft, 22 Personen einschließlich Trainer und Funktionäre bei etwa 700.000 Schilling (100.000 DM) kosten, doch er sei sich sicher, dass das Geld von den zuständigen Stellen aufgebracht wird. Man werde wohl tiefer in die Tasche greifen müssen. Die Zahlen für Portillo ließen sich mit jenen von 1962 nicht vergleichen, als Chamonix und Zakopane zusammen lediglich 200.000 Schilling erfordert haben. Österreich könne sich schon aus rein wirtschaftlichen Gründen (Fremdenverkehr und Wintersport-Artikel) ein Fernbleiben nicht leisten.“[12]
- In einer Hauptausschusssitzung beschloss der ÖSV Mitte Februar 1966, keine Mannschaft zu den Rennen in die USA (14. März bis 4. April) zu entsenden, weil „dies im Hinblick auf die Skiweltmeisterschaften unverantwortlich sei, die Läufer so großen Strapazen auszusetzen“.[13][14] Der ÖSV überlegte es sich dann doch noch etwas anders, doch wurde beschlossen, nur an zwei Bewerben mit 5 Herren und 4 Damen teilzunehmen. Vielleicht hatte auch das Entgegenkommen des US-Skiverbandes dazu beigetragen, der zusagte, die vollen Kosten zu tragen.[15]
- Es war vorerst noch nicht festgestanden, ob schon bei diesen Weltmeisterschaften der Herren-„Riesen“ in zwei Läufen gefahren werde. Damit befasste sich das Abfahrts-Slalom-Komitee der FIS am 6. Mai 1966 in Chamrousse.[16]
- Bei der am 15. Mai 1966 in St. Johann in Tirol abgehaltenen Sportwartetagung wurde vom Österreichischen Skiverband die endgültige Mannschaft festgelegt: Werner Bleiner, Franz Digruber, Gerhard Nenning, Hugo Nindl, Heini Messner, Karl Schranz, Egon Zimmermann bzw. Christl Haas, Traudl Hecher, Brigitte Seiwald, Erika Schinegger. Herbert Huber und Inge Jochum waren ausgeschieden und nur als Ersatz festgelegt worden, statt ihnen wurden Stefan Sodat, Grete Digruber und Heidi Zimmermann gemeldet (eine Kampfabstimmung hat 275 gegen 236 Stimmen für diese Änderungen gebracht; die FIS-Gruppierungen waren ausschlaggebend). Wolf Girardi war aber der Meinung, dass der Verband auch die beiden Eliminierten mitnehmen könnte, falls das Unterrichtsministerium die Kosten übernimmt. „Die Franzosen hätten 9 Herren und 7 Damen gemeldet“. Aus Protest gegen die Brüskierung von Jochum trat anderntags der Vorarlberger Verbandspräsident Oskar Brändle zurück. Bekannt wurde auch, dass Gerüchte um einen Rücktritt des Herrentrainers Hans Senger nicht stimmten. Danach appellierte der Hauptausschuss des ÖSV an die Landesregierungen Tirols und Vorarlbergs, die Mittel für die nicht berücksichtigten Athleten aufzubringen. Letztlich durften Huber und Jochum mitfahren, denn ein so genannter Koordinationsausschuss für die Entsendung der Alpinmannschaft gab am 6. Juni im „Haus des Sports“ in Wien „grünes Licht“.[17][18][19][20]
- Der Deutsche Skiverband gab um den 12. Juli 1966 sein Team bekannt: Burgl Färbinger, Margarete Hafen, Heide Mittermaier, Christa Prinzing bzw. Willy Bogner, Sepp Heckelmiller, Ludwig Leitner, Willi Lesch, Gerhard Prinzing, Franz Vogler.[21]
- Die Österreicher bereiteten sich (unter Teilnahme anderer Nationen) am Stilfserjoch vor, wobei sich Brigitte Seiwald am 24. Juni beim Training am Knöchel verletzte und ins Krankenhaus Schlanders gebracht wurde. Die Riesenslaloms am 26. Juni wurden von Karl Schranz bzw. Heidi Zimmermann gewonnen.
Diese Vorbereitung, welche dazu diente, sich an die Höhenluft zu gewöhnen, brachte für das österreichische Team auch eine Strapaze, da die Fahrer schon um 3:30 Uhr aufstehen mussten, um eine Stunde später mit dem Training zu beginnen, da ansonsten der Schnee zu weich geworden wäre.
Karl Schranz zog sich am 3. Juli bei einem Sturz einen Einriss des Oberarmknochens zu, erhielt Gips. Gerhard Nenning kam am Morgen des 4. Juli zu Sturz, trug eine Zerrung der Bänder im Kniegelenk davon.[22][22][23][24]
- In Vorbereitungsrennen am 2. Juli (Riesenslaloms) in Val-d’Isère, welche als «Großer Preis von Iseran» bezeichnet wurden, siegte Christa Prinzing klar; Killy gewann sowohl am 2. als auch 3. Juli (somit Gesamtsieg vor Périllat und Lacroix), während sich am zweiten Tag Florence Steurer durchsetzte und damit die Gesamtwertung vor Prinzing und Marielle Goitschel gewann.
Der DSV gab hier in Val-d’Isère seine Teamliste bekannt, wobei Heidi Biebl fehlte (sie habe laut Sportwart Fritz Wagnerberger während der letzten Trainingswochen «nicht den erforderlichen Leistungsstandard erreicht»); überraschend wurde Christa Hintermaier, die als großes Talent galt, nominiert.[25][26][27]
- Das ÖSV-Team traf über Paris und Dakar am Abend in Chile ein, übernachtete aber wie die Franzosen vorerst in Santiago; demgegenüber waren die Kanadier nach Farrelones weitergereist, wo die Italiener schon seit 2 Tagen trainierten.[28][29]

Es gab um den 20. Juli einen «Vorbereitungsslalom»: bei den Herren gewann Bengt-Erik Grahn vor Hugo Nindl und anderen Österreichern, allerdings waren die Franzosen nicht dabei. Bei den Damen (wo sowohl die Österreicherinnen als auch die Französinnen fehlten) gewann Nancy Greene vor Penny McCoy.
Da bekannt wurde, dass die Pisten in Portillo erst am 30. Juli für das Training zur Verfügung stehen, legte die österreichische Mannschaft noch einen Ruhetag in Santiago ein, ehe sie am 28. Juli, gemeinsam mit den Skandinaviern, Spaniern, Italienern und dem US-Team in Portillo eintraf. Bereits einen Tag zuvor waren dort – nebst dem überhaupt erst am 27. Juli angereisten Team der Schweiz, welches am 28. Juli das Schneetraining aufnahm – die Equipen von Deutschland, Brasilien, Großbritannien, Australien, Polen und des Libanon hingekommen. Recht eifrig waren die Japaner und Kanadier, die sich bereits auf Übungshängen tummelten.

## Neue FIS-Weltranglisten
Laut den von der FIS herausgegebenen Weltranglisten gab es bei den Herren in der Abfahrt eine österreichische Dreifachführung durch Schranz vor Messner und Nenning, danach folgte Joos Minsch; im Slalom ex aequo mit Périllat und im Riesenslalom mit Mauduit war Killy voran. Seitens der Damen gab es auch eine ex aequo-Führung in der Abfahrt mit Haas und Schinegger vor Marielle Goitschel; diese führte ihrerseits sowohl im Slalom (vor Greene und Famose) bzw. Riesenslalom (vor ex aequo Cathy Allen und Greene).

## Eröffnungszeremonie
Die Mitglieder der WM-Delegationen hatten sich hinter dem „Hotel Portillo“ versammelt und marschierten, angeführt von einer Musikkapelle der chilenischen Armee, auf den Festplatz vor dem Hotel. Die Teams nahmen ihre Plätze ein, es wurden nur die Flaggen Chiles, der FIS und des chilenischen Skiverbandes gehisst, aber Emile Allais war auf Grund seiner Verdienste für die weltweite Verbreitung des Skisports die Ehre zuteilgeworden, auf einem weithin sichtbaren, höhergelegenen Punkt eine weitere chilenische Flagge aufzuziehen. Danach hielt der chilenische Verbandspräsident eine Ansprache und Staatspräsident Frei erklärte die Weltmeisterschaften für eröffnet.

## Erwähnenswertes
- Vor Beginn wurde in einer der vielen FIS-Sitzungen der brasilianische Skiverband in die FIS aufgenommen.[35]
- Portillo schien nicht bestens auf die Weltmeisterschaften vorbereitet zu sein. Medikamentenmangel, vorerst eiskalte Quartiere, nur ein einziges Telefon, welches der Armee gehörte. Die Fernschreibapparate lagerten noch in München. Die Fernseh-Sendestation war noch nicht eröffnet, obwohl dies schon am 15. Juli hätte sein sollen. Allerdings gab es keine Direktübertragungen (so sandte der ORF z. B. vom Damenslalom am 5. August erst einen Tag später eine Aufzeichnung; es gab zu anderen Bewerben teilweise an einem weiteren Tag nochmals eine Wiederholung); das Radio brachte ab 17 Uhr eine Übertragung des zweiten Laufes. Ähnlich gingen sowohl das Deutschschweizer als auch das Welschschweizer Fernsehen vor, welche beispielsweise am 6. August ab ca. 22:45 Uhr (nach einer um 22:15 Uhr beginnenden Eurovisionssendung vom Londoner Earl Court vom Box-Weltmeisterschaftskampf Cassius Clay gegen Brian London (Westschweiz) bzw. 22:25 Uhr mit dem Titel „Championnats du monde de ski (Reflets filmés)“ (Welschschweiz)) den Damenslalom zeigten. Das deutsche Fernsehen begnügte sich offenbar mit Berichten im „aktuellen Sportstudio“.[30][36][37][38]
- Unklarheiten gab es auch um die Präsenz des österreichischen Fernsehens, welches mit dem Innsbrucker Kameramann Manfred Lechleitner und dem Wiener Tonmeister Ing. Nentwich, dazu ohnehin Michael Kuhn als TV-Mitarbeiter in Portillo aufhielt. Auf Redakteur Lucky Schmidtleitner war aus Ersparnisgründen verzichtet worden. Es sollten täglich maximal 10 Minuten Interviews gedreht werden. Der ORF hatte bereits am 15. April ein 3-Mann-Team beim Zweiten Deutschen Fernsehen, welches die Fernsehrechte erworben hatte, angemeldet. Als mit den Dreharbeiten begonnen werden sollte, führten Missverständnisse dazu, dass der Veranstalter in den Österreichern eine ernsthafte Konkurrenz für den offiziellen Weltmeisterschaftsfilm sah, denn diese Filmrechte waren von den Chilenen an eine US-Firma verkauft worden. So verzögerte sich vorerst die Arbeit des ORF-Fernsehens.[39][40]
- Für die Weltmeisterschaften fraglich war auch, inwiefern sich die Teilnehmer akklimatisieren konnten, zudem hatten kaum welche Erfahrungen mit August-Rennen.
- Am 22. Juli erlitt Franz Digruber beim Training in Farellones einen doppelten Beinbruch; er wurde ins Krankenhaus nach Santiago gebracht. Am 23. Juli gab es eine «improvisierte» Begrüßungszeremonie, indem die Mannschaften einen Vorbeimarsch am chilenischen Außenminister und an Vertretern zahlreicher Konsulate durchführten. Die Riesentorläufe am «Colorado-Hang» in 3300 Meter Höhe am 23. Juli für die Damen (Sieg Heidi Zimmermann vor Marielle Goitschel und Ingeborg Jochum) und am 24. Juli für die Herren (Sieg Georges Mauduit vor Werner Bleiner und Guy Périllat) waren nicht nur erste Tests, sondern vor allem waren deren Ergebnisse für die Einstufung in den FIS-Ranglisten notwendig.[41][42][43]
- Einen schweren Sturz gab es beim Abfahrtstraining der Herren am 30. Juli durch den Japaner Hiroshi Maruta bei einem ca. 20-m-Sprung bei über 100 km/h über den Straßentunnel. Beim sehr schwierigem Aufsetzen schlug er mit dem Kopf auf einen schneebedeckten Felsen auf. Er wurde in das im Hotel eingerichtete Lazarett gebracht, wo ein Schädelbruch mit Gehirnverletzungen, innere Blutungen und eine Kontusion im Cerebro-Spinal-Bereich des Rückenmarks festgestellt wurden.[44]
- Auch der Olympia-Silbermedaillengewinner von Innsbruck, Billy Kidd, fiel verletzungsbedingt aus. Er erlitt beim Training auf der Abfahrtsstrecke einen doppelten Bruch des rechten Beines.[45]
- Portillo selbst war sogar einige Zeit von der Umwelt abgeschlossen.[46] Am 23. Juli trafen auch die Fernschreiber ein. Die Verzögerung lag darin, dass die chilenische Regierung keine Einfuhrgenehmigung erteilen wollte; erst nach einer «Sonderregelung» konnten die Geräte per Luftfracht abgesandt werden. Am 25. Juli gab die chilenische Regierung vor dem Denkmal des Freiheitshelden Bernardo O’Higgins für die Weltmeisterschafts-Teilnehmer einen Empfang, bei dem es den (genügsam) bekannten Flaggenstreit zwischen den beiden deutschen Staaten gab. Der deutsche Botschafter protestierte bei der chilenischen Regierung, letztlich wurden alle Flaggen eingezogen.[47]
- Das Organisationskomitee hatte 9 Millionen US-Dollar (zum damaligen Zeitpunkt ca. 33 Mio. DM bzw. 29 Mio. Schweizer Franken/234 Mio. Schilling) für die Errichtung der technischen Anlagen und sonstige Infrastruktur investiert.[48]
- Die Weltmeisterschaften gestalteten sich zum größten Erfolg für Frankreich in der Geschichte aller Alpinen Skiweltmeisterschaften bis zum heutigen Tag (Februar 2018), denn von den acht zu vergebenden Goldmedaillen wurden sieben (vorerst waren es sechs gewesen, ehe die Zuerkennung der Goldmedaille für Marielle Goitschel in der Abfahrt kam) von der „Grande Nation“ gewonnen. Der Französische Skiverband hatte aus dem Desaster von den Weltmeisterschaften 1962 gelernt und sich akribisch auf diese für den Großteil aller Skiverbände zu ungewöhnlicher Jahreszeit veranstalteten Championnats vorbereitet
- Während dem Österreichischen Verband wenigstens drei Medaillen blieben und auch der FRG-Verband (auf Grund der nachträglichen Korrektur des Damen-Abfahrtsresultats) in der Endabrechnung auf drei Medaillen kam, ging jener der Schweiz – wie schon 1962 und 1964 – leer aus.
Dabei waren dem bundesdeutschen Skiteam auf Grund der fallenden Erfolgskurve nur eine Außenseiterchance eingeräumt worden. Bei den Herren fehlte vor allem der Olympiadritte in der Abfahrt, Wolfgang Bartels, dessen Einsatz ein zu großes Risiko gewesen wäre, weil er seine von einem Autounfall herrührenden Verletzungen nicht überwunden hatte. Bei den Damen hatte die Nichtnominierung von Heidi Biebl einigen Wirbel ausgelöst, die in der Öffentlichkeit und bei der Presse mehr Sympathien hatte als man es im DSV vermutet haben dürfte. Grund für deren Eliminierung dürften nicht nur die Resultate von Ausscheidungsrennen gewesen sein, sondern auch, dass Biebl in der vorangegangenen Saison kein Rennen gefahren war (sie begründete dies, privat zu sehr in Anspruch genommen zu sein, trotzdem aber an Privatrennen teilgenommen hatte). Die Equipe traf am 17. Juli in Santiago ein, reiste sofort nach Farrelones, wo sie bei einigen Rennen mitmachte.[49]
- Wie schon 1962 und 1964, gab es bei den Herren wiederum einen Qualifikationsslalom, der es mit sich brachte, dass im eigentlichen Slalom zwei Nationen (Schweiz und Österreich) fünf Starter aufbieten konnten. Erste Diskussionen zum Austragungsmodus dieser Qualifikation hatte es Mitte April 1966 bei einer Tagung des Abfahrts- und Slalomkomitees der FIS in Chamrousse gegeben, wobei vorerst geplant war, das Rennen mit einem sportlich fairen Modus in drei Durchgängen durchzuführen.[50]
- Das Austragungsprogramm wurde mehrmals geändert, was auch mit den Witterungseinflüssen zu tun hatte. Der Riesenslalom der Damen war für den 8. August, die Abfahrt am 12. August, der Ausscheidungsslalom der Herren am 13. August und der Slalom selbst am 14. August vorgesehen. Entgegen dem ursprünglichen Ablauf wurde am 1. August entschieden, bei den Damen die Abfahrt am 6. August, den Slalom am 11. August zu fahren. Bei den Herren wurde für den 13. August der Slalom neu fixiert; die Schlussfeier war für den 14. August angesetzt. Am 2. August setzten heftige Schneefälle ein. Am 3. August entschlossen sich die Veranstalter, doch mit dem Damenslalom am 5. August zu beginnen. Die Damenabfahrt wurde tatsächlich am 8. August (statt des Riesenslaloms, der am 11. statt 12. August ausgetragen wurde) gefahren. Diverse Änderungen (wie jene beim Damen-Riesenslalom) wurden auch kurzfristig beschlossen, im gegenständlichen Fall wegen des herrschenden Schönwetters. Grundsätzlich waren der Beginn aller Rennen (bzw. der ersten Durchgänge der Slaloms) mit 11 Uhr Ortszeit angesetzt.[51][52][53][54][55][56][57]
- Portillo hatte noch einen gravierenden und positiven Nebeneffekt. Hier wurde der Weltcup gegründet.[58]
- Von den angekündigten Rücktritten dürften Therese Obrecht und Heidi Mittermaier ihre nach den Weltmeisterschaften tatsächlich vollzogen haben. Jedoch schien Obrecht im angekündigten SSV-Kader für einen Trainingslehrgang vom 21. bis 23. Oktober auf.[59][60]
- Als Reaktion auf das schlechte Abschneiden der österreichischen Herren bestellte der ÖSV in einer Sitzung des Hauptausschusses am 8. Oktober 1966 in Salzburg Franz Hoppichler als neuen Sportverantwortlichen.[61][62]
- Skifabrikant Josef Fischer teilte mit, dass sein Unternehmen 1,6 Mio. Schilling ausgegeben habe (je 800.000 Schilling an Skiern und für Betreuung und Rennservice). Er vertrat die Meinung, dass die französische Industrie aus dem Erfolg wirtschaftlich kein großes Kapital schlagen könne, da ihre Kapazität derzeit nicht groß genug sei, doch könne sich das in den nächsten Jahren ändern.[63]
- Nachträglich, u. zw. aus einer Vorschau auf den kommenden, neu eingeführten Skiweltcup, in der »Volkszeitung Kärnten« Nr. 292 vom 22. Dezember 1966, Seite 8 (Titel: „Vor dem Duell Schranz – Killy“) wurde hinsichtlich Jean-Claude Killy bekannt, dass er wegen einer Magenerkrankung darin gehindert wurde, „in die Fußstapfen Sailers mit viermal Gold in Cortina zu treten“.

## Pistenchef und Kurssetzer Othmar Schneider
Der Slalom-Olympiasieger von 1952, Othmar Schneider, war als Skischulleiter in Portillo auch Pistenchef und fast bei allen Bewerben Kurssetzer.

## Die Weltmeisterschaften im Rückblick
Die (späteren) Resümees der einzelnen Teams bzw. der Öffentlichkeit (der Medien) waren verständlicherweise mit der Erfolgs- oder Misserfolgsbilanz verbunden. Der Deutsche Skiverband, der nicht mit sehr großen Erwartungen angetreten war, zeigte sich recht zufrieden (zum damaligen Zeitpunkt war von Abfahrts-Rang 4 von Burgl Färbinger ausgegangen worden). Ziemlich unterschiedlich zu den Aussagen der anderen Nationen war die Mitteilung, dass mehrere Athleten, nicht nur jene des DSV, von einem „Portillo-Virus“ (u. a. Reiz im Rachen und Diarrhö) befallen worden waren. In der Hamburger Zeitung „Die Welt“ bezeichnete der Journalist Edgar Joubert die französischen Skifabrikanten als die wahren Sieger in den Anden. Für die anstehende Saison 1966/67 sagte Willy Bogner zu, sich dem DSV zur Verfügung zu stellen, soweit es seine Zeit erlaubt. Rücktrittsgedanken kamen von Heide Mittermaier und Christa Prinzing.

Während die Alpindirektoren von Frankreich und Österreich, Honore Bonnet und Sepp Sulzberger, die Pistenlage und -verhältnisse lobten, blieb der Schweizer Delegationschef Gottfried Schönholzer bei seiner schon 1965 vertretenen Meinung, dass es „aus Sicht des Mediziners ein Unsinn war, die Weltmeisterschaften an einen solchen Ort mit engen Lebensverhältnissen während dreier Wochen, und in so großer Höhe zu vergeben“.
Konkret wurden durch Serge Lang, Chef der „Association Internationale de la Presse Sportive“ („AIPS“) und Redakteur von „L'Équipe“, die Erfolge des französischen Teams auf neue Erkenntnisse bezüglich Wachsprobleme, Beläge der Skier und die unter großem Kostenaufwand unternommenen Windkanaltests, aber auch auf gezieltere Trainingseinheiten (nicht übermäßig lang wie andere Nationen, dafür aber intensiv; die Österreicher und Schweizer seien am Stilfserjoch bzw. Gornergrat „versauert“) zurückgeführt. Glück für das Interesse in Frankreich sei gewesen, dass dort in der Ferienzeit der Sportbetrieb sonst ziemlich eingeschränkt war, zudem nach der Enttäuschung über die „Les Bleus“ bei der Fußballweltmeisterschaft in England „halb Frankreich nach Erfolgen lechzte“. Die große Sportzeitung „L'Équipe“ habe nach dem Abfahrtstriumph von Killy und Lacroix erstmals seit ihrem Bestehen ein Bild über die ganze Breite der ersten Seite gebracht, worauf zu Tausenden Glückwunschtelegramme, (u. a.) von General De Gaulle, Brigitte Bardot und Jacques Anquetil, hauptsächlich aber von Unbekannten, bei der Mannschaft eingetroffen sind.
Für die Schweizer war die erneute Medaillenlosigkeit eine herbe Ernüchterung. Wie der Journalist Karl Erb feststellte, war es dem Umstand zu verdanken, dass die Austragung im Sommer nicht derart das breite Interesse hervorgerufen hatte, dadurch wieder zur Tagesordnung übergangen worden, wodurch der Sturm der Kritik ausgeblieben war. Es war im Schweizer Team nie eine Kampfstimmung aufgekommen, die Moral war durch den verpatzten Damenslalom, Bruggmanns „Versagen“ in der Abfahrt (eine Zeitung hatte ihn als kommenden Weltmeister hochgespielt) und das im Nacken der Sportler sitzende Gespenst der fehlenden Medaille immer mehr gesunken. Während der als Technischer Leiter bezeichnete Alpindirektor Roland Rudin schon vor den Titelkämpfen in Chile seinen Rücktritt bekannt gegeben hatte (Nachfolger wurde der ehemalige Sportlehrer Peter Baumgartner), demissionierten Herrentrainer Andreas Hefti und Damentrainer Flurin Andeer wegen ihrer Erfolglosigkeit danach. Die Nachfolger wurden der ehemalige Slalommeister Georg Grünenfelder und der Grindelwalder Ex-Internationale Albert Schlunegger (auch im Skisprung- und Langlaufbereich wurden mit Francis Perret und Emil Fröhlich neue Kräfte gewonnen). War man bei der Portillo-Selektionierung grundsätzlich auf der Basis der FIS-Punkte ausgegangen (womit Stefan Kälin unberücksichtigt geblieben war, obschon der in den Trainingslagern, die er als Ersatzmann mitgemacht hatte, einen nachhaltigen Eindruck hinterlassen hatte). Die künftigen Trainings waren vorläufig mit vermehrtem Schwergewicht auf Riesenslalom und Slalom ausgerichtet, da die Abfahrtsspezialisten in Portillo in den Kurven entscheidende Zeit eingebüßt hatten.
Zufriedenheit herrschte beim italienischen Team; Kombinations-Rang 5 von Giustina Demetz, welche (weil dort mehr Deutsch und Ladinisch als Italienisch gesprochen wurde) als „Justi Demetz“ angesprochen wurde und die nicht einmal 5 km vom Hotel Pallus in St. Cristina, dem Heimathaus von Carlo (Karl) Senoner, entfernt wohnte, war eine „Genugtuung“. Auch andere Läufer erbrachten unerwartet gute Plätze. Diese Freude kam deshalb (umso mehr) auf, weil zuvor – laut dem Journalisten Josef Aussersdorfer – der gutgläubige Zeno Colò für Unmut gesorgt, hatte, der sich habe einspannen lassen, indem er vor Beginn der „Campionati mondiali“ in der Turiner Sportzeitung „Tuttosport“ die Bevorzugung der Südtiroler Läuferinnen und Läufer bei der Mannschaftsnominierung angeprangert hatte.

Fazit der Portillo-Ergebnisses war, dass der italienische Verband ob der Ovationen für Goldmedaillengewinner Senoner nicht umhin kam, Hermann Nogler als Nachfolger von Bruno Alberti als alleinverantwortlichen Sportwart (Nogler hatte die peremtorische Forderung, „Alberti oder ich“, gestellt) zu nominieren.
In Österreich wurde das Chile-Resultat (trotz Schinegger-Gold) als schwere Niederlage empfunden, dass es „Sommer-Skiweltmeisterschaften“ waren, galt als Ausrede. Auffallend war jedenfalls, dass das ÖSV-Team nach Portillo noch zu Rennen in Australien angetreten war. Wie der Journalist Toni Thiel von der „Tiroler Tageszeitung“ ausführte, war in seinen bereits im März mit den männlichen ÖSV-Skistars geführten Gesprächen die „potenzierte Gleichgültigkeit“ zu erkennen gewesen. Es hatte auch nach Ende der Hahnenkammrennen einen „Niederschlag“ gegeben, da der Verbandspräsident Andreas Steiner, offensichtlich der Betteleien um finanzielle Zuschüsse müde, zurückgetreten war. Es konnte aber (zum Glück) recht rasch mit dem Innsbrucker Rechtsanwalt Karl Heinz Klee ein junger Nachfolger gefunden (und gewählt) werden. Die Hauptreaktion waren die Gründung eines „Sportbeirates“ und am 8. Oktober bei der Hauptausschusssitzung in Salzburg die Nominierung eines, wie es hieß, „österreichischen Bonnet“ in der Person von Franz Hoppichler, Leiter des Bundessportheimes in Obergurgl. Er war nur diesem Sportbeirat verantwortlich und wurde, weil sich die Funktionäre vom Vorbild des „Vierjahresplanes“ nicht trennen wollten, bis Oktober 1970 unter Vertrag genommen. Hoppichler kündigte Änderungen im Trainingsprogramm an, ein Anliegen war ihm die Schaffung von zwei Trainingszentren: eines hochliegenden mit Schneesicherheit, Lift und Unterbringung und eines tieferliegenden, wo Eispisten für Slaloms präpariert werden können.
Von Seiten der Veranstalter bedauerte der Organisationschef Reinaldo Solari das Fehlen des Publikumsinteresses, doch glaubte er an eine günstige Auswirkung auf die Zukunft.
FIS-Präsident Marc Hodler merkte zur Starterberechtigung bei den Herren an, dass in Zukunft nicht mehr fünf Läufer erlaubt sein werden, dies sei eine Ausnahme gewesen. „Die Belastung bei den FIS-Verantwortlichen über das Gelingen dieser Weltmeisterschaften war derart groß, dass in den kommenden 20 Jahren nicht mehr daran gedacht werde, in der südlichen Erdhälfte (noch dazu im Hochsommer) offizielle FIS-Rennen auszutragen, doch würden die großen Skinationen nicht darum herumkommen, jeden Sommer kleine Mannschaften nach Chile und Argentinien zu entsenden“. Die Torrichter hätten ihre Arbeit nach Anleitung durch Othmar Schneider vorbildlich verrichtet, vor allem angesichts dessen, dass dies „Laien“ (skiunerfahrene Soldaten) im Gegensatz zu geprüften Kampfrichtern in Europa gewesen waren. Für die Zukunft schlug er für den Herren-Riesenslalom 15 Vorläufer vor, womit, was eindeutig festgestellt worden war, ein Vorteil einer vorderen Startnummer nicht gegeben und danach für die ersten 30 Starter die Piste ziemlich gleich gut sei. Hinsichtlich der Kombination sollte es wieder eine von den Spezialbewerben unabhängige „Zweierkombination“ (Abfahrt/Slalom) geben, denn im Weltmeisterschaftsslalom habe Frankreich den Titel wegen taktischer Fahrweise aus Rücksichtnahme auf die Kombination verloren.

## Männer
Es waren pro Nation fünf Starter erlaubt, wobei allerdings ob des Qualifikationsslaloms nicht alle am Hauptbewerb teilnehmen konnten. Die FIS hatte diese Erlaubnis deshalb erteilt, weil laut deren Präsident Marc Hodler auf Grund des Sommertermins nicht mit derart vielen Teilnehmern gerechnet worden war. (Siehe dazu bitte Artikel mit der Überschrift „Die Weltmeisterschaften im Rückblick“.)

### Abfahrt
| Platz | Land | Sportler                | Zeit (min) |
| ----- | ---- | ----------------------- | ---------- |
| 01    | FRA  | Jean-Claude Killy       | 1:34,40    |
| 02    | FRA  | Léo Lacroix             | 1:34,80    |
| 03    | BRD  | Franz Vogler            | 1:35,16    |
| 04    | AUT  | Heinrich Messner        | 1:36,02    |
| 05    | FRA  | Pierre Stamos           | 1:36,12    |
| 06    | FRA  | Bernard Orcel           | 1:36,38    |
| 07    | AUT  | Gerhard Nenning         | 1:36,5     |
| 08    | SUI  | Hans Peter Rohr         | 1:36,5     |
| 09    | AUT  | Karl Schranz            | 1:36,5     |
| 10    | AUT  | Stephan Sodat           | 1:36,7     |
| 11    | SUI  | Josef Minsch            | 1:36,7     |
| 12    | AUT  | Egon Zimmermann         | 1:37,0     |
| 13    | ITA  | Ivo Mahlknecht          | 1:36,84    |
| 14    | ITA  | Gerardo Mussner         | 1:36,85    |
| 15    | ITA  | Giovanni Dibona         | 1:37,23    |
| 16    | BRD  | Ludwig Leitner          | 1:37,26    |
| 17    | BRD  | Willy Bogner            | 1:37,54    |
| 18    | SUI  | Edmund Bruggmann        | 1:37,62    |
| 19    | USA  | James Heuga             | 1:37,79    |
| 20    | ITA  | Carlo Senoner           | 1:38,09    |
| 21    | SUI  | Kurt Huggler            | 1:38,17    |
| 22    | DDR  | Eberhard Riedel         | 1:38,43    |
| ...   |      |                         |            |
| 24    | CAN  | Scott Henderson         | 1:39,06    |
| 26    | SUI  | Willy Favre             | 1:39,38    |
| 27    | ITA  | Felice De Nicolo        | 1:39,50    |
| 32    | POL  | Jerzy Wojna             | 1:40,65    |
| 33    | BRD  | Gerhard Prinzing        | 1:41,21    |
| 34    | NOR  | Jon Terje Øverland      | 1:41,28    |
| 35    | BRD  | Willy Lesch             | 1:41,37    |
| 36    | CHI  | Mario Vera              | 1:41,49    |
| 38    | DDR  | Ernst Scherzer          | 1:41,74    |
| 39    | POL  | Andrzej Bachleda-Curuś  | 1:41,98    |
| 40    | ESP  | Aurelio Garzia          | 1:42,35    |
| 41    | AUS  | Malcolm Milne           | 1:43,16    |
| 42    | GBR  | Jeremy Palmer-Tomkinson | 1:43,28    |
| 44    | NOR  | Håkon Mjøen             | 1:43,59    |
| 46    | DDR  | Arndt Schumann          | 1:44,03    |
| 47    | JPN  | Yoshiharu Fukuhara      | 1:44,11    |
| 49    | ARG  | Pedro Klempa            | 1:46,02    |
| 59    | BRA  | Francesco Giobbi        | 1:52,08    |
| 62    | BEL  | Stanislas de Sadeleer   | 1:53,84    |
| 63    | FRA  | Guy Périllat            | 1:54,56    |
| 64    | LIB  | Nazih Geagea            | 1:54,75    |

Weltmeister 1964: Egon Zimmermann (AUT)

Datum: 7. August

Piste: „Juncalillo“

Länge: 2660 m, Höhenunterschied: 803 m
68 Läufer waren am Start, 65 von ihnen kamen ins Klassement.

Nicht gestartet (drei Läufer, darunter Ulf Ekstam (FIN)); weiters wurden drei Läufer disqualifiziert, darunter der vorerst auf dem letzten Rang klassierte Grieche Dimitrios Pappos, der in 2:08,67 gemessen worden war. Damit scheint der Argentinier Jorge Abelardo Eiras mit Rang 65 in einer Zeit von 1:57,14 als Letzter auf.
Bruggmann eröffnete, der Südtiroler Mussner folgte und schon mit Startnummer 3 legte Killy eine um 2,45 bessere Zeit als dieser vor. Teamkollege Lacroix mit Nr. 8 kam mit nur 45/100 s Killy am nächsten. Der Kampf um Bronze schien (nach mehreren Wechseln auf dieser Position) vorerst von Österreichs Heini Messner gewonnen zu sein, der mit Nr. 15 die höchste Nummer der Eliteläufer trug – der Tiroler wies dabei einen Rückstand von 1,62 s auf. Doch dann kam mit Nr. 23 Franz Vogler mit einem deutlichen Vorsprung von 0,86 s auf Messner ins Ziel und sicherte sich noch das Podium. (Er war vom deutschen Skiverband gar nicht nominiert worden; es war einer Sammelaktion der Bewohner seiner Heimatgemeinde Oberstdorf zu verdanken, die ihn die Reise nach Südamerika ermöglichte.) Bei den Franzosen hätte Slalomspezialist Périllat mit Nr. 43 fast noch Silber erreicht, ehe sich auf den letzten Metern bei einem Aufsprung die Bindung öffnete, er zu Sturz kam, und er – sich auf einem Ski drehend – die Ziellinie überquerte. Für die ÖSV-Läufer, als sieggewohnt geltend, fühlte sich das Resultat in Gesamtsicht als eine Niederlage an, die nicht auf falsches Wachs (in Gleitstücken hatten die Läufer sogar aufgeholt) zurückzuführen war. Expertisen ergaben, dass die Franzosen ihre Skier viel besser flach aufsetzten. Im Training hatten sich die Österreicher zurückgehalten, so dass eine Voraussage kaum möglich gewesen war; Lacroix hatte hier am stärksten gewirkt und als leichter Favorit gegolten.

Im Bericht der »Welt und Sport« (= Montagausgabe der »Volkszeitung Kärnten«) Nr. 970 vom 8. August 1966 auf Seite 1 ist zu lesen: „Vogler bewies, dass auch mit einer so hohen Startnummer eine Höchstleistung zu erzielen, besser gesagt, zu erzwingen war. Ausreden über die rippig, in den Schwungstellen der obersten Pflichttore ausgefahrene Piste führte der Deutsche damit glatt ad absurdum.“ Und zum Resultat der gesamten Konkurrenz wird im nächsten Absatz bemerkt: „Österreichs gesamte Mannschaft scheint auf diese Sommerrennen nicht ganz richtig eingestellt. Die Franzosen hatten im Training so gewirkt, als hätten sie wirklich Freude am Schilaufen im Sommer, alle anderen, Österreicher, Schweizer, Amerikaner, Deutsche – der kommende Mann Vogler ausgenommen – wirkten so, als erfüllten sie eine Pflicht.“

### Riesenslalom
| Platz | Land | Sportler                | Zeit (min) |
| ----- | ---- | ----------------------- | ---------- |
| 01    | FRA  | Guy Périllat            | 3:19,42    |
| 02    | FRA  | Georges Mauduit         | 3:19,93    |
| 03    | AUT  | Karl Schranz            | 3:20,40    |
| 04    | SUI  | Jakob Tischhauser       | 3:20,90    |
| 05    | FRA  | Jean-Claude Killy       | 3:21,42    |
| 06    | SUI  | Willy Favre             | 3:23,02    |
| 07    | AUT  | Werner Bleiner          | 3:23,5     |
| 08    | SUI  | Dumeng Giovanoli        | 3:24,1     |
| 09    | FRA  | Léo Lacroix             | 3:24,4     |
| 10    | AUT  | Heinrich Messner        | 3:25,3     |
| 11    | CAN  | Scott Henderson         | 3:26,1     |
| 12    | FRA  | Jules Melquiond         | 3:26,1     |
| 13    | USA  | James Heuga             | 3:26,4     |
| 14    | ITA  | Ivo Mahlknecht          | 3:26,8     |
| 15    | ITA  | Felice De Nicolo        | 3:27,1     |
| 16    | ITA  | Giuseppe Compagnoni     | 3:27,2     |
| 17    | BRD  | Ludwig Leitner          | 3:27,4     |
| ...   |      |                         |            |
| 19    | SWE  | Lars Olsson             | 3:27,8     |
| 21    | POL  | Andrzej Bachleda-Curuś  | 3:29,3     |
| 24    | NOR  | Håkon Mjøen             | 3:30,2     |
| 26    | SWE  | Bengt Erik Grahn        | 3:30,5     |
| 27    | BRD  | Sepp Heckelmiller       | 3:30,9     |
| 30    | BRD  | Willy Lesch             | 3:31,2     |
| 31    | SUI  | Kurt Huggler            | 3:31,4     |
| 32    | ITA  | Gerardo Mussner         | 3:31,7     |
| 35    | AUS  | Malcolm Milne           | 3:34,3     |
| 36    | JPN  | Yoshiharu Fukuhara      | 3:35,0     |
| 37    | BRD  | Gerhard Prinzing        | 3:35,8     |
| 38    | GBR  | Jeremy Palmer-Tomkinson | 3:36,2     |
| 40    | ESP  | Jorge Rodríguez         | 3:36,4     |
| 43    | CHI  | Mario Vera              | 3:39,2     |
| 46    | ARG  | Pedro Klempa            | 3:41,4     |
| 50    | BRA  | Francesco Giobbi        | 3:52,5     |
| 51    | BEL  | Stanislas de Sadeleer   | 3:58,4     |
| 53    | LIB  | Nazih Geagea            | 3:58,8     |
| 57    | GRE  | Dimitrios Pappos        | 4:15,3     |
| 59    | LIB  | Ghassan Keyrouz         | 4:28,9     |

Weltmeister 1964: François Bonlieu (FRA) (Karriere beendet)

Datum: 9. August (1. Lauf), 10. August (2. Lauf)

Länge: 1240 m, Höhenunterschied: 464 m

Tore: 51; Kurssetzer 1. Lauf Othmar Schneider (CHI); 2. Lauf Fritz Wagnerberger (FRG)
Erstmals wurde bei Weltmeisterschaften ein Herrenriesenslalom in zwei Durchgängen gefahren. Im zweiten Lauf konnte sich der mit Nr. 22 gestartete Schwede Grahn mit der zweitbesten Zeit des 2. Laufes (1:41,59; damit 0,09 s hinter dem Laufschnellsten Mauduit) von Rang 55 auf 26 verbessern. Wie schon am Vortag war Josef Stiegler der erste Vorläufer, wobei er am Sturzhelm eine Filmkamera montiert hatte.
74 Läufer gestartet; nicht am Start: (4 Läufer): Eberhard Riedel und Peter Lützendorf (beide GDR), Ulf Ekstam (FIN), Sergio Van Medici (BRA); nicht im Ziel (2 Läufer): Gerhard Nenning (AUT), Carlos Perner (ARG); disqualifiziert (13 Läufer, darunter:) Edmund Bruggmann (SUI), Claudio Detassis (ITA), Ernst Scherzer und Arndt Schumann (beide GDR), Egon Zimmermann (AUT), Franz Vogler (FRG), Aurelio Garcia (SPA).

### Slalom
| Platz | Land | Sportler               | Zeit (min) |
| ----- | ---- | ---------------------- | ---------- |
| 01    | ITA  | Carlo Senoner          | 1:41,56    |
| 02    | FRA  | Guy Périllat           | 1:42,25    |
| 03    | FRA  | Louis Jauffret         | 1:42,58    |
| 04    | BRD  | Willy Bogner           | 1:43,06    |
| 05    | BRD  | Ludwig Leitner         | 1:43,07    |
| 06    | USA  | Jimmy Heuga            | 1:43,69    |
| 07    | ITA  | Giovanni Dibona        | 1:43,82    |
| 08    | FRA  | Jean-Claude Killy      | 1:44,40    |
| 09    | NOR  | Håkon Mjøen            | 1:44,74    |
| 10    | SWE  | Rune Lindström         | 1:44,86    |
| 11    | BRD  | Willy Lesch            | 1:45,12    |
| ...   |      |                        |            |
| 13    | AUT  | Gerhard Nenning        | 1:45,35    |
| 15    | POL  | Andrzej Bachleda-Curuś | 1:45,50    |
| 16    | SUI  | Dumeng Giovanoli       | 1:45,58    |
| 17    | SUI  | Jakob Tischhauser      | 1:45,63    |
| 18    | FRA  | Léo Lacroix            | 1:46,26    |
| 19    | SUI  | Willy Favre            | 1:46,39    |
| 20    | DDR  | Ernst Scherzer         | 1:47,64    |
| 21    | ITA  | Felice De Nicolo       | 1:47,70    |
| 22    | ESP  | Aurelio Garcia         | 1:47,99    |
| 24    | ARG  | Pedro Klempa           | 2:21,35    |

Weltmeister 1964: Josef Stiegler (AUT) (Karriere beendet)

Datum: 14. August

Länge: 560 m, Höhenunterschied: 240 m

Tore: 53 (1. Lauf), 58 (2. Lauf) – Kurssetzer Hermann Nogler und Othmar Schneider
39 Läufer waren am Start, 24 von ihnen erreichten das Ziel (In den offiziellen Ergebnislisten wurden alle 15 ausgeschiedenen Läufer als «disqualifiziert» ausgewiesen, obwohl offensichtlich doch einige das Rennen nach einem Sturz oder Torfehler gar nicht fortgesetzt haben dürften.) Unter diesen ausgefallenen Läufern befanden sich (nebst Grahn) u. a. gleich vier Österreicher (Schranz, Nindl, Huber, Messner), die beiden Schweizer Bruggmann und Sprecher, der Deutsche Vogler und der auf Rang 3 gelegene Hebron.

Nach dem ersten Lauf führte der Schwede Grahn in 51,33 s mit deutlichem Vorsprung von 1,71 s vor Périllat und dem Kanadier Hebron (+ 2,27 s). Goldmedaillengewinner Senoner lag nur auf Rang 4 (+ 2,39 s), es folgten der mit Start-Nr. 23 ins Rennen gegangene Willy Bogner (54,32 s), Ludwig Leitner (54,49 s), Killy (54,65 s). – Senoner genügte die zweitbeste Zeit im 2. Lauf (in 47,84 hatte er 0,14 s Rückstand auf Laufsieger Louis Jauffret), der sich damit noch von Rang 8 auf Bronze verbesserte. Grahn, der mit Start-Nr. 2 in diesem Lauf als Vorletzter drankam, fiel durch einen Sturz aus. Bogner und Leitner holten mit den Rängen 5 und 7 und Heuga mit Rang 3 (48,26 s – im ersten Lauf Zehnter) die Ehrenplätze hinter den Medaillen.

### Qualifikations-Slalom
Dieser wurde nur bei den Herren durchgeführt. Zuerst für den 12. August terminisiert, dann auf den 13. August angesetzt, war trotzdem kurzfristig wieder eine Vorverlegung auf 12. August angedacht gewesen, ehe er am 13. August veranstaltet wurde. Wiederum gab es durch die Eliteläufer offenen Widerstand gegen diesen ungewünschten Prolog.
Es traten ab 8.30 Uhr 77 Läufer an, von denen 39 für den Hauptbewerb in zwölf Sechsergruppen und eine Fünfergruppe (alle mit einem Buchstaben versehen; Jean-Claude Killy war z. B. in Gruppe A, Karl Schranz in Gruppe I) ermittelt und die 15 Weltbesten gesetzt wurden, wobei in keiner Gruppe zwei Läufer derselben Nation starten durften.
Es wurde gleichzeitig auf zwei verschiedenen Pisten, nicht schwer ausgesteckt durch Martin Burger (AUT) und René Sulpice (FRA), gefahren. Es herrschte ständig leichter Schneefall, der seit der Nacht anhielt. Vorerst qualifizierten sich die beiden Gruppen-Besten. Danach in einem zweiten Lauf (wobei die Gruppen-Zusammensetzung gleich blieb und nur die Pisten getauscht wurden) erneut die Sieger fürs «Finale». Dieses wurde in drei Gruppen nach den gegebenen FIS-Punkten aufgeteilt.
Diese Vorgangsweise brachte es mit sich, dass letztlich alle fünf am Qualifikationsstart gewesenen Läufer der Schweiz (Dumeng Giovanoli, Andreas Sprecher und Willy Favre direkt und Edmund Bruggmann und Jakob Tischhauser im zweiten Anlauf) und jene des ÖSV qualifiziert waren; von den Gesetzten schied nur Jules Melquiond (jedoch nach einer Knöchelverletzung, so dass er zum zweiten Lauf nicht mehr angetreten war) aus. Von den «Stars» kamen allerdings Schranz und Killy (durch Olle Rohlen und Giovanni Dibona bzw. Willy Bogner und Håkon Mjøen besiegt) sowie Gerhard Nenning (von Favre und Ernst Scherzer «zurückgereiht») – und auch Hugo Nindl – kamen erst über den Hoffnungslauf weiter. Nebst Bogner waren für den DSV Willy Lesch, Ludwig Leitner und Franz Vogler, die alle den Direkteinzug schafften, am Start, für die DDR war es der vorgenannte Scherzer und Lützendorf (sowohl der Letztgenannte als auch Leitner trafen in Gruppe B auf Heini Messner). Zum Schmunzeln das Verhalten von Aurelio Garcia, der zusammen mit Felice De Nicolo Nindl in den Hoffnungslauf verwiesen hatte, sich danach «un hombre valiente» («ein tapferer Bursche») nannte und ankündigte, sich einen Briefkopf mit der Aufschrift «Aurelio Garcia, Nindl-Bezwinger» anfertigen zu lassen. Von den Anwärtern auf eine gute Kombinationsplatzierung scheiterte der dort auf Rang 5 platziert gewesene Ivo Mahlknecht.

### Kombination
| Platz | Land | Sportler               | Punkte |
| ----- | ---- | ---------------------- | ------ |
| 01    | FRA  | Jean-Claude Killy      | 20,92  |
| 02    | FRA  | Léo Lacroix            | 42,13  |
| 03    | BRD  | Ludwig Leitner         | 54,95  |
| 04    | USA  | Jimmy Heuga            | 56,71  |
| 05    | SUI  | Willi Favre            | 69,61  |
| 06    | ITA  | Felice De Nicolo       | 89,11  |
| 07    | POL  | Andrzej Bachleda-Curuś | 100,36 |
| 08    | BRD  | Willi Lesch            | 100,42 |
| 09    | NOR  | Jon Terje Øverland     | 105,45 |
| 10    | NOR  | Håkon Mjøen            | 108,75 |
| 11    | FRA  | Guy Périllat           | 121,79 |
| 12    | POL  | Bronislaw Trzebunia    | 174,54 |
| 13    | ARG  | Pedro Klempa           | 298,99 |

Weltmeister 1964: Ludwig Leitner (FRG)

Es kamen nur 13 Läufer ins Endklassement. Die Positionen wurden nach einem Punktesystem aus den Ergebnissen der Abfahrt, des Riesenslaloms und des Slaloms ermittelt.

Laut den Ausführungen des Schweizer Journalisten Karl Erb unter dem Titel „Ist die alpine Kombination noch zeitgemäß?“ (Untertitel: „Derzeitige Kombination eine problematische Angelegenheit“) in «ski – Offizielles Organ des Deutschen Skiverbandes» (Unionverlag Stuttgart), Jahrgang 19, Heft Nr. 4 vom 1. Dezember 1966, Seiten 230/231, wurde (offensichtlich) Ivo Mahlknecht nachträglich auf den sechsten Kombinationsplatz gesetzt. Mahlknecht war in einer Zwischenwertung der beiden anderen Disziplinen auf Rang 5 gelegen, da er jedoch wegen seines Ausscheidens im Qualifikationsslalom nicht im Hauptbewerb hatte teilnehmen und damit die durchaus mögliche Medaillenchance nicht hatte wahrnehmen können, wurde auf rein theoretischem Weg eine auf Grund seiner im Ausscheidungsslalom gefahrenen Zeiten doch noch eine Kombinationsnote ermittelt, die für Rang 6 gut war.

## Frauen

### Abfahrt
| Platz | Land | Sportlerin                 | Zeit (min) |
| ----- | ---- | -------------------------- | ---------- |
| 01    | FRA  | Marielle Goitschel         | 1:33,42    |
| 02    | FRA  | Annie Famose               | 1:34,36    |
| 03    | BRD  | Burgl Färbinger            | 1:34,38    |
| 04    | USA  | Suzanne Chaffee            | 1:34,77    |
| 05    | AUT  | Christl Haas               | 1:34,81    |
| 06    | ITA  | Giustina Demetz            | 1:34,94    |
| 07    | BRD  | Margret Hafen              | 1:34,98    |
| 08    | BRD  | Christa Prinzing           | 1:35,04    |
| 09    | AUT  | Heidi Zimmermann           | 1:35,32    |
| 10    | USA  | Jean Saubert               | 1:35,92    |
| 11    | SUI  | Therese Obrecht            | 1:35,93    |
| 12    | USA  | Joan Hannah                | 1:36,04    |
| 13    | SUI  | Heide Obrecht              | 1:36,15    |
| 14    | FRA  | Madeleine Bochatay         | 1:36,16    |
| 15    | CAN  | Andreé Crepeau             | 1:36,18    |
| 16    | AUT  | Traudl Hecher              | 1:36,26    |
| ...   |      |                            |            |
| 18    | SUI  | Madeleine Wuilloud         | 1:36,72    |
| 19    | SUI  | Ruth Adolf                 | 1:36,82    |
| 20    | BRD  | Heidi Mittermaier          | 1:38,12    |
| 24    | GBR  | Divina Galica              | 1:41,06    |
| 25    | BEL  | Patricia du Roy de Blicquy | 1:41,26    |
| 26    | GBR  | Gina Hathorn               | 1:41,50    |
| 27    | NOR  | Aud Hvammen                | 1:43,60    |
| 29    | CHI  | Verena Vogt                | 1:48,44    |
| 30    | JPN  | Motoko Igaya               | 1:48,49    |
| 34    | CHI  | Veronica Saez              | 1:53,54    |

Weltmeisterin 1964: Christl Haas (AUT)

Datum: 8. August

Piste: „Roca de Jack“

Länge: 2300 m, Höhenunterschied: 648 m
Länge 2360 m, Höhenunterschied 648 m; 23 Tore – Kurssetzer Othmar Schneider (CHI)
Nicht gestartet (2): Felicity Field (GBR), Juanita Calvo (CHI); nicht im Ziel (3): Nancy Greene (CAN), Gloriana Cipolla (ITA), Christa Smith (AUS).

37 Läuferinnen waren am Start, 34 von ihnen erreichten das Ziel.
Den ersten Platz nahm ursprünglich Erika Schinegger (AUT) (Start-Nr. 15 in 1:32,63) ein. Erst 1967 stellte sich nachträglich bei einem Chromosomentest heraus, dass Schinegger intersexuell ist. Ihm wurde dieser WM-Titel vorerst nicht aberkannt. Die Französin Marielle Goitschel bekam ihre Goldmedaille erst Jahre später, genauso verhielt es sich bei Silber und Bronze. Erst ab November 1988 wird nur mehr Marielle Goitschel als Siegerin geführt.

### Riesenslalom
| Platz | Land | Sportlerin                 | Zeit (min) |
| ----- | ---- | -------------------------- | ---------- |
| 01    | FRA  | Marielle Goitschel         | 1:22,64    |
| 02    | AUT  | Heidi Zimmermann           | 1:23,81    |
| 03    | FRA  | Florence Steurer           | 1:24,94    |
| 04    | CAN  | Nancy Greene               | 1:25,38    |
| 05    | FRA  | Annie Famose               | 1:25,58    |
| 06    | ITA  | Giustina Demetz            | 1:26,08    |
| 07    | SUI  | Therese Obrecht            | 1:26,10    |
| 08    | SUI  | Ruth Adolf                 | 1:26,37    |
| 09    | BRD  | Burgl Färbinger            | 1:26,93    |
| 10    | BRD  | Christa Prinzing           | 1:27,08    |
| 11    | AUT  | Erika Schinegger           | 1:27,42    |
| 11    | USA  | Wendy Allen                | 1:27,42    |
| 13    | BRD  | Christa Hintermaier        | 1:27,58    |
| 14    | USA  | Suzanne Chaffee            | 1:27,93    |
| 15    | SUI  | Madeleine Wuilloud         | 1:27,98    |
| 16    | FRA  | Christine Goitschel        | 1:28,77    |
| 17    | SUI  | Edith Hiltbrand            | 1:29,16    |
| 18    | BRD  | Margret Hafen              | 1:29,69    |
| 19    | USA  | Joan Hannah                | 1:29,95    |
| ...   |      |                            |            |
| 21    | AUT  | Ingeborg Jochum            | 1:31,11    |
| 22    | GBR  | Divina Galica              | 1:31,33    |
| 23    | ITA  | Glorianda Cipolla          | 1:31,80    |
| 24    | GBR  | Felicity Field             | 1:31,82    |
| 25    | BEL  | Patricia du Roy de Blicquy | 1:32,04    |
| 26    | NOR  | Dikke Eger                 | 1:32,34    |
| 28    | GBR  | Gina Hathorn               | 1:35,21    |
| 29    | JPN  | Miyuki Katagiri            | 1:36,46    |
| 30    | CHI  | Veronica Saez              | 1:38,23    |
| 34    | ARG  | Marta Peirand              | 1:45,83    |
| 35    | CHI  | Juanita Calvo              | 1:48,69    |

Weltmeisterin 1964: Marielle Goitschel (FRA)

Datum: 11. August

Piste: „Garganta“

Länge 1210 m, Höhenunterschied 349 m; 39 Tore – Kurssetzer Othmar Schneider (CHI)
Die weiteren wichtigen Platzierten und beste ihrer Nationen:

Nicht gestartet (2): Christa Smith (AUS), Aud Hvammen (NOR); nicht im Ziel (3): Jean Saubert (USA), Christl Haas (AUT), Helga Maria Sisa (ARG); disqualifiziert (2): Andrée Crepeau und Garrie Matheson (beide CAN).

Das für den 12. August geplante Rennen wurde wegen des Schönwetters um einen Tag vorverlegt.

Die ÖSV-Mannschaftsführung nominierte erwartungsgemäß Abfahrtsweltmeisterin Schinegger statt Hecher, was bereits festgelegt war, wonach die in der Abfahrt besser platzierte Läuferin den Vorzug erhalten sollte. Damit wurde auch in Kauf genommen, dass die im Zwischenklassement der Kombination auf Rang 5 liegende Hecher eliminiert war.

Das Rennen fand bei diffusem Licht statt, dazu kam etwas Wind auf.

Von den Österreicherinnen kam nur Zimmermann komplett sturzfrei ins Ziel, doch hatte es schon vor dem Rennen wegen der Art und Weise der durch Sportwart Sepp Sulzberger vollzogenen Rückversetzung von Christl Haas in die zweite Startgruppe (sie musste mit Nr. 31 fahren) Empörung gegeben. Haas war dadurch offensichtlich entmutigt, kam zu Sturz und gab auf.

Schinegger ging als überhaupt erste Läuferin ins Rennen, Zimmermann folgte mit Nr. 2. Siegerin Marielle Goitschel trug die Nr. 7, Steurer die Nr. 10.
40 Läuferinnen waren am Start, 35 von ihnen erreichten das Ziel.

### Slalom
| Platz | Land | Sportlerin                | Zeit (min) |
| ----- | ---- | ------------------------- | ---------- |
| 01    | FRA  | Annie Famose              | 1:30,48    |
| 02    | FRA  | Marielle Goitschel        | 1:30,95    |
| 03    | USA  | Penny McCoy               | 1:32,35    |
| 04    | USA  | Jean Saubert              | 1:32,37    |
| 05    | USA  | Cathy Allen               | 1:32,77    |
| 06    | FRA  | Christine Goitschel       | 1:32,94    |
| 07    | CAN  | Nancy Greene              | 1:33,26    |
| 08    | USA  | Wendy Allen               | 1:33,44    |
| 09    | SUI  | Edith Hiltbrand           | 1:34,69    |
| 09    | NOR  | Dikke Eger                | 1:34,69    |
| 11    | ITA  | Glorianda Cipolla         | 1:34,74    |
| 12    | AUT  | Grete Digruber            | 1:34,86    |
| 13    | AUT  | Traudl Hecher             | 1:35,06    |
| 14    | BRD  | Burgl Färbinger           | 1:35,15    |
| 15    | BRD  | Florence Steurer          | 1:35,34    |
| 16    | SUI  | Fernande Bochatay         | 1:35,40    |
| 17    | SUI  | Ruth Adolf                | 1:35,79    |
| 18    | AUT  | Heidi Zimmermann          | 1:36,36    |
| 19    | BRD  | Christa Prinzing          | 1:36,56    |
| 20    | GBR  | Gina Hathorn              | 1:37,03    |
| 21    | ITA  | Giustina Demetz           | 1:37,50    |
| 22    | GBR  | Divina Galica             | 1:38,24    |
| ...   |      |                           |            |
| 24    | AUT  | Christl Haas              | 1:38,99    |
| 25    | BRD  | Christa Hintermaier       | 1:39,08    |
| 26    | BEL  | Patricia du Roy de Blicqy | 1:39,75    |
| 27    | JPN  | Miyuki Katagiri           | 1:40,78    |
| 30    | CHI  | Anita Briones             | 1:51,51    |
| 34    | ARG  | Marta Peirand             | 1:58,68    |

Weltmeisterin 1964: Christine Goitschel (FRA)

Datum: 5. August

Piste: „Garganta“

390 m Länge/155 m Höhenunterschied; jeweils 52 Tore – Kurssetzer 1. Lauf Hermann Gamon (AUT); 2. Lauf Flurin Andeer (SUI)

Weitere wichtige Platzierungen und Beste ihrer Länder:

Nicht im Ziel (drei Läuferinnen): Therese Obrecht (SUI), Felicity Field (GBR) und Helga Maria Sisa (ARG); disqualifiziert (sechs Läuferinnen), darunter Heidi Mittermaier (FRG).

Es war niemals zuvor ein Damenslalom auf einem derart steilen Gelände (35,2 Grad) ausgetragen worden, erst im Schlussteil wurde es flacher. Der Schnee war stumpf und langsam, im ersten Lauf gab es daher nur zwei Stürze.

Enttäuschung für Österreich – auf Rang 12 mit Grete Digruber die Beste, die sich mit sechstbester Marke (45,51 s) im zweiten Lauf noch von Rang 19 verbessern konnte. Auch Christl Haas gelang hier mit viertbester Zeit (45,14 s) noch eine Steigerung von zehn Plätzen (nach Rang 34, denn im ersten Lauf hatte es einen Verkanter mit darauf folgenden Sturz im 10. Tor gegeben) – anderseits war Heidi Zimmermann von Rang 9 (48,28 s), mit nur 23. Zeit im 2. Lauf, auf Rang 18 zurückgefallen.

Das Rennen wurde durch Cathy Allen eröffnet, deren 46,58 s vierte Laufzeit waren. Nach dem ersten Lauf führte Nancy Greene in 45,54 s vor Famose (45,92) und Marielle Goitschel (46,52); McCoy lag mit 47,28 s nur auf Rang 7.

Im zweiten Lauf erzielte Marielle Goitschel mit 44,43 s Laufbestzeit vor Famose und McCoy, während Greene mit 21. Laufzeit (sie kam nie auf Touren) auf Rang 7 zurückfiel.

43 Läuferinnen waren am Start, 34 von ihnen kamen ins Klassement.

### Kombination
| Platz | Land | Sportlerin                | Punkte |
| ----- | ---- | ------------------------- | ------ |
| 01    | FRA  | Marielle Goitschel        | 8,76   |
| 02    | FRA  | Annie Famose              | 35,16  |
| 03    | AUT  | Heidi Zimmermann          | 62,91  |
| 04    | BRD  | Burgl Färbinger           | 73,69  |
| 05    | ITA  | Giustina Demetz           | 83,68  |
| 06    | BRD  | Christa Prinzing          | 86,49  |
| 07    | SUI  | Ruth Adolf                | 88,86  |
| 08    | USA  | Wendy Allen               | 95,79  |
| 09    | CAN  | Karen Dokka               | 143,25 |
| 10    | GBR  | Divina Galica             | 163,63 |
| 11    | BEL  | Patricia du Roy de Blicqy | 177,56 |
| 12    | GBR  | Gina Hathorn              | 184,49 |
| 13    | JPN  | Miyuki Katagiri           | 250,70 |
| 14    | GBR  | Diana Tomkinson           | 268,53 |
| 15    | JPN  | Motoko Igaya              | 337,40 |
| 16    | CHI  | Verena Vogt               | 353,85 |

Weltmeisterin 1964: Marielle Goitschel (FRA)
Insgesamt kamen 16 Läuferinnen ins Klassement.
Nach zwei Bewerben war Marielle Goitschel bereits mit 8,76 Punkten voran gelegenen. Die weitere Reihung hatte gelautet: 2) Famose 12,51; 3) Saubert 34,65; 4) Färbinger 41,07; 5) Hecher 52,57; 6) Prinzing 52,78; 7) Heidi Zimmermann 53,62; 8) Demetz 57,32; 9) Allen 59,60; 10) Ruth Adolf 60,36; 11) Haas 64,37 (siehe bitte Quellenhinweis unter Riesenslalom Damen).
ANMERKUNG: Genaugenommen hätte das Klassement nach der Berichtigung des Abfahrtsresultats überarbeitet werden müssen (Siegerin Goitschel wäre mit 2,91 Punkten aus dem Startbewerb, dem Slalom voran, doch für die übrigen Läuferinnen hätte eine neue Kalkulation erfolgen müssen; ob dies letztlich nur eine punktemäßige Veränderung gehabt hätte oder sich auf irgendwelche Platzierungen ausgewirkt hätte, ist fraglich).
Die Positionen wurden nach einem Punktesystem aus den Ergebnissen der Abfahrt, des Riesenslaloms und des Slaloms ermittelt.

## Medaillenspiegel
| Platz | Land               |   |   |   |    |
| ----- | ------------------ | - | - | - | -- |
| 1     | Frankreich         | 7 | 7 | 2 | 16 |
| 2     | Italien            | 1 | – | – | 1  |
| 3     | Österreich         | – | 1 | 2 | 3  |
| 4     | BR Deutschland     | – | – | 3 | 3  |
| 5     | Vereinigte Staaten | – | – | 1 | 1  |